# Bentall

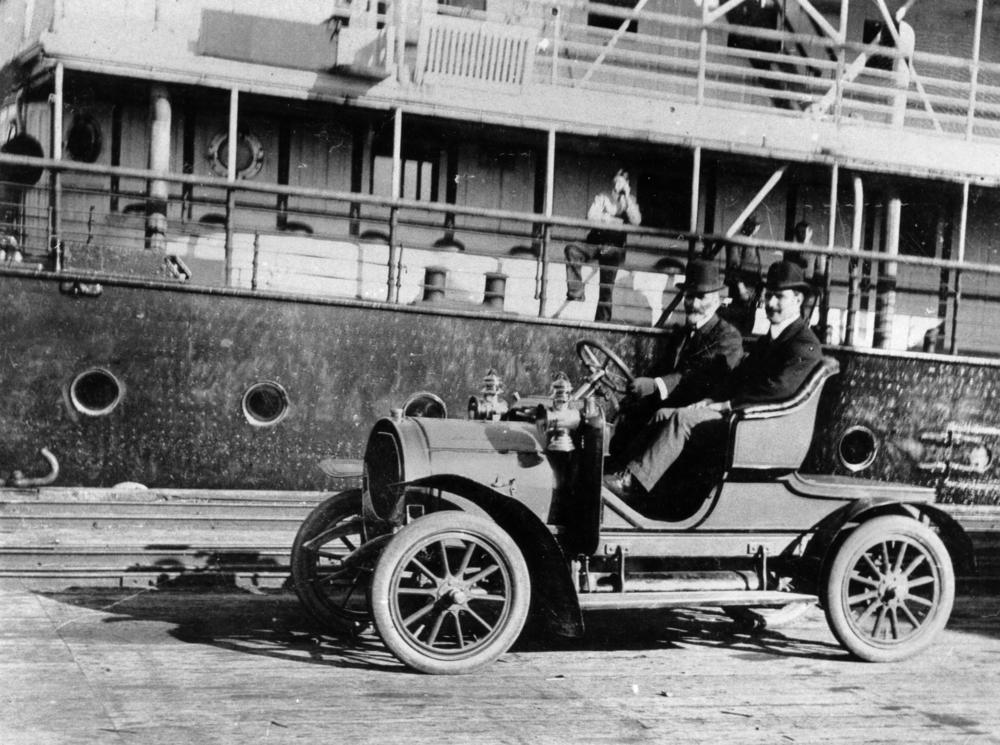
Bentall (etwa 1906)

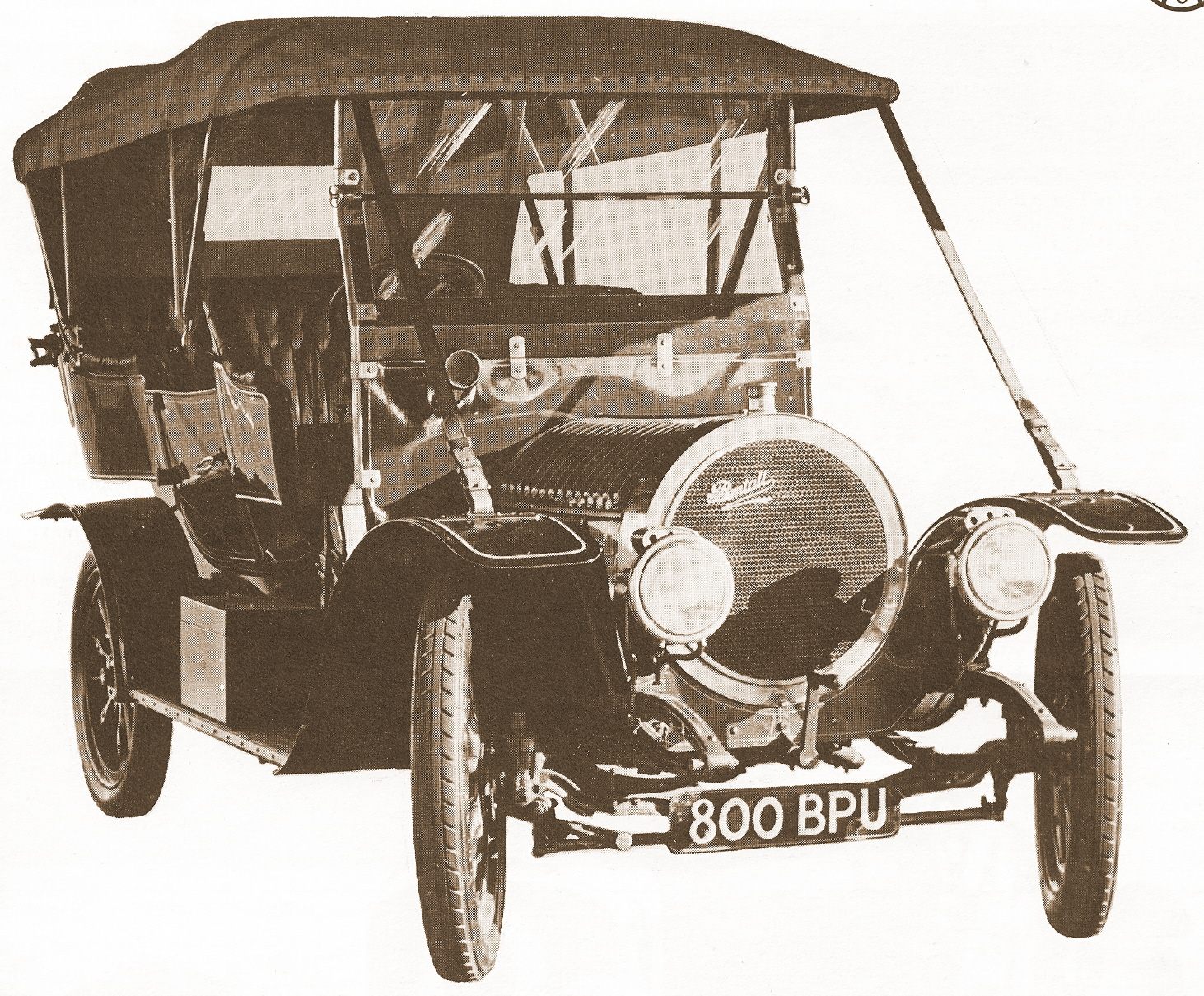
Bentall 16/20 HP Tourenwagen (1908)

Die E. H. Bentall & Co. Ltd. war ein britisches Unternehmen.

## Unternehmensgeschichte
William Bentall gründete 1805 das Unternehmen in Maldon (Essex) und stellte Landmaschinen und Industriemaschinen her. 1906 begann die Produktion von Automobilen. Der Markenname lautete Bentall. 1913 endete die Automobilproduktion. Insgesamt entstanden etwa 100 Fahrzeuge. 1961 wurde das Unternehmen von Acrow übernommen. Mit deren Liquidation 1984 endete die Produktion.

## Fahrzeuge
Es entstanden verschiedene Personenkraftwagen mit wassergekühlten Zwei- oder Vierzylindermotoren. Typisch für den Bentall war der kreisrunde Kühler. Ein Fahrzeug existiert heute noch.

## Modelle
| Modell   | Bauzeitraum | Zylinder | Hubraum (cm³) | Radstand (mm) | Quelle      |
| -------- | ----------- | -------- | ------------- | ------------- | ----------- |
| 9 HP     | 1906        | 2 Reihe  | 1208          | 2438          | [ 2 ] [ 3 ] |
| 16 HP    | 1907–1910   | 4 Reihe  | 2418          | 2819          | [ 2 ] [ 3 ] |
| 11 HP    | 1908–1909   | 2 Reihe  | 2492          | 2438          | [ 2 ] [ 3 ] |
| 16/20 HP | 1908–1912   | 4 Reihe  | 2986          | 2819          | [ 3 ]       |
| 16/20 HP | 1911–1913   | 4 Reihe  | 3261          | 3048          | [ 3 ]       |
| 18 HP    | 1911–1913   | 4 Reihe  | 3563          | 2972          | [ 3 ]       |
| 8 HP     | ?           | 2        |               |               | [ 1 ]       |
| 16 HP    | ?           | 2        |               |               | [ 1 ]       |

## Motoren
Die Crypto Engineering Company aus London verwendete u. a. Einbaumotoren von Bentall für ihre Kraftfahrzeuge.